# Kreis Szarvas
Der Kreis Szarvas (ungarisch Szarvasi járás) ist ein Kreis im Westen des südostungarischen Komitats Békés. Er grenzt im Norden und Westen an das Komitat Jász-Nagykun-Szolnok und im Südwesten an das Komitat Csongrád-Csanád. Der Kreis entstand im Zuge der ungarischen Verwaltungsreform Anfang 2013 als Nachfolger des gleichnamigen Kleingebietes (Szarvasi kistérség) aus 6 der 8 Gemeinden. Zwei Gemeinden aus dem Nordosten (Gyomaendrőd und Hunya) gelangten in den neu geschaffenen Kreis Gyomaendrőd. Das Gebiet verringerte sich hierbei um 33.651 Einwohner (41 %) und 143,51 Quadratkilometer (33,5 %).

Der Kreis hat eine durchschnittliche Gemeindegröße von 4.537 Einwohnern auf einer Fläche von 80,84 Quadratkilometern. Die Bevölkerungsdichte liegt etwas unterhalb der des Komitats. Der Kreissitz befindet sich in der größten Stadt Szarvas im Norden des Kreises.

## Gemeindeübersicht
| Gemeinde         | Status       | Herkunft Kleingebiet | Einwohnerzahl | Einwohnerzahl | Einwohnerzahl | Fläche     | Bevölkerungs- dichte (Ew./km²) |
| Gemeinde         | Status       | Herkunft Kleingebiet | 01.10.2011    | 01.01.2013    | 01.01.2016    | 01.01.2016 | Bevölkerungs- dichte (Ew./km²) |
| ---------------- | ------------ | -------------------- | ------------- | ------------- | ------------- | ---------- | ------------------------------ |
| Békésszentandrás | Großgemeinde | Szarvas              | 3.696         | 3.716         | 3.557         | 77,45      | 45,9                           |
| Csabacsűd        | Großgemeinde | Szarvas              | 1.880         | 1.860         | 1.736         | 66,85      | 26,0                           |
| Kardos           | Gemeinde     | Szarvas              | 655           | 642           | 638           | 42,79      | 14,9                           |
| Kondoros         | Stadt        | Szarvas              | 5.228         | 5.164         | 4.898         | 81,84      | 59,8                           |
| Örménykút        | Gemeinde     | Szarvas              | 366           | 381           | 348           | 54,56      | 6,4                            |
| Szarvas          | Stadt        | Szarvas              | 16.954        | 16.795        | 16.044        | 161,57     | 99,3                           |
| Kreis Szarvas    |              |                      | 28.779        | 28.558        | 27.221        | 485,06     | 56,1                           |

Die Großgemeinde Kondoros wurde am 15. Juli 2013 zur Stadt erhoben.